# Edmund Bassenge
Friedrich Edmund Bassenge (* 12. November 1866 in Dresden; † 30. Juni 1941 in Zittau) war ein deutscher Pädagoge, der u. a. durch seine Publikationen zur Staatskunde bekannt wurde.

## Leben und Wirken
Er war Sohn des königlichen Kommerzienrates Paul Emil Bassenge. Nach dem 1886 erfolgten Abschluss der Kreuzschule mit dem Reifezeugnis studierte er an der Universität Leipzig Germanistik, Geschichte und Geographie und promovierte im Sommer 1890 zum Dr. phil. Im August legte er die Prüfung für das höhere Schulamt ab. Sein Probejahr absolvierte er am Königlichen Gymnasium in Dresden-Neustadt. 1893 wurde er als Vikar an die Annenschule in Dresden berufen und dort am 1. April 1894 festangestellt. Er wirkte als Realgymnasiallehrer und wurde später Oberstudienrat und zuletzt Konrektor. Zu Weihnachten 1908 war ihm der Professor-Titel verliehen worden.
Er war zweimal verheiratet.

## Schriften (Auswahl)
- Die Sendung Augustins zur Bekehrung der Angelsachsen 596–604 n. Chr. Leipzig 1890.
- Deutschlands Weltstellung und die nächsten Aufgaben deutscher Politik. 1899.
- Der Streit vor Ilios. Drama nach griechischem Vorbild. Dresden 1902.
- Der nationale Gedanke in der deutschen Geschichte. 1917.
- (mit Kloß): Staatskunde für die höheren Schulen Sachsens. (mehrere Auflagen)
- Der nationale Gedanke in der deutschen Geschichte. Voigtländer, Leipzig 1921.
- (mit Martin Goldammer): Festschrift zur Jubelfeier der Kreuzschule. Dresden 1926.